# Беккерт, Свен
Свен Беккерт (Sven Beckert; род. 1965, Франкфурт-на-Майне, Гессен) — немецко-американский историк, специалист по истории США XIX в., историк капитализма. Доктор философии (1995), именной профессор Гарварда, член Американской академии искусств и наук (2022).
Широкую известность получил его труд Empire of Cotton: A Global History (2014), переведенный на 12 языков.

## Биография
С детства хотел стать историком. Изучал историю, экономику и политологию в Гамбургском университете. В конце 1980-х для продолжения учёбы переехал в США (с первоначальным расчетом после вернуться в Европу; однако останется в США).
Получил степени магистра (1989) и доктора философии (1995) по истории в Колумбийском университете в Нью-Йорке.
Докторская посвящена формированию буржуазии в Нью-Йорке XIX в. С 1996 г. ассистент-, с 2000 г. именной ассоциированный профессор, с 2003 года фул-профессор, с 2008 г. именной профессор (Liard Bell Professor) американской истории Гарварда. Соруководитель Harvard Initiative on the Study of Capitalism.
Гуггенхаймовский стипендиат (2011).
Автор Empire of Cotton: A Global History, отмеченной Bancroft Prize (2015), Philip Taft Labor History Book Award (2015), Cundill Prize Recognition of Excellence (2015), Premio Cherasco Storia, финалиста Пулитцеровской премии по истории (второе место) и названной New York Times в десятке самых важных книг 2015 года. Также автор The Monied Metropolis (2001) и соредактор Slavery’s Capitalism: A New History of American Economic Development (2016). Также соредактор American Capitalism: New Histories (2018) и Global History, Globally: Research and Practice around the World (2018).
Избранная библиография
- Slavery’s Capitalism: A New History of American Economic Development. (University of Pennsylvania Press, August 2016)
- Empire of Cotton: A Global History. (New York: Alfred A. Knopf, 2014) | German translation Munich: C.H. Beck, 2014; UK edition: Penguin UK, 2014; India edition: Penguin India, 2014; Spanish translation: Barcelona: Critica, 2016; Italian translation: Rome: Einaudi, 2016; Dutch translation, 2016; plus further translations in Korea, China (mainland), China (Taiwan), Russia, Turkey, and Japan. Греческий — Cretan University Press[14].
  - Империя хлопка. Всемирная история / Перевод с англ. Анны Шоломицкой. — М. : Издательство Института Гайдара, 2018. — 731, [1] с. : ил., портр. ISBN 978-5-93255-528-6
- The Monied Metropolis: New York City and the Consolidation of the American Bourgeoisie. Cambridge University Press (2001; paperback 2003)